# Cesar Sarachu
Cesar Sarachu Izquierdo eg. Cesareo Sarachu född 28 december 1958 i Baracaldo (Vizcaya, Spanien), är en spansk skådespelare.

## Biografi
Cesar började spela teater i Baskien (där han är uppvuxen). Senare flyttade han till Madrid för ytterligare studier i kungliga teaterskolan RESAD (Real Escuela Superior de Arte Dramático), men blev aldrig antagen. År 1986 flyttade Cesar till Paris där han blev antagen i teaterskolan L'École Internationale de Théâtre Jacques Lecoq. Väl där träffade han en svensk skådespelerska som senare blev hans fru och som han flyttade till Stockholm med. 
I Sverige har han bland annat arbetat på Unga Klara mellan 1999 och 2005, och på en lång rad teatrar runt om i landet. Han har även medverkat i filmer som bland annat Före Stormen, Möte med ondskan, Babylonsjukan och Wellkåmm to Verona. Han har även medverkat i spanska filmer och TV-serier, i Spanien blev han mest känd i sin roll som Bernardo Marin i TV-serien Camera Café. 

## Filmografi (urval)
- 1991 – Santa Cruz, el cura guerrillero
- 1991 – Bertan Zoro (TV-serie)
- 1995 – Sálvate si puedes
- 1995 – This Dream People Call Human Life
- 2000 – To be continued
- 2000 – Före stormen
- 2001 – Canalone (TV-serie)
- 2002 – Möte med ondskan
- 2003 – En ö i havet (TV-serie)
- 2004 – Babylonsjukan
- 2005 – Camera Café (TV-serie)
- 2005 – The Piano Tuner of Earthquakes
- 2006 – Wellkåmm to Verona
- 2007 – Les pseudonymes
- 2009 – ¡Fibrilando! (TV-serie)
- 2010 – La isla de los nominados (TV-serie)
- 2011 – Arne Dahl: Misterioso (TV-serie)
- 2012 – Arne Dahl: Ont blod (TV-serie)
- 2012 – Arne Dahl: De största vatten (TV-serie)
- 2012 – Arne Dahl: Europa Blues (TV-serie)
- 2012 – Arne Dahl: Upp till toppen av berget (TV-serie)
- 2014 – Pancho, el perro millonario
- 2015 – Aquí Paz y después Gloria (TV-serie)
- 2016 – Cuerpo de élite
- 2018 – Tiempo después
- 2019 – Justo antes de Cristo (TV-serie)
- 2022 – Intimidad (TV-serie)

## Teater

### Roller
| År   | Roll                      | Produktion                                                                                              | Regi           | Teater            |
| ---- | ------------------------- | --- | -------------- | ----------------- |
| 1996 |                           | Timmen när vi inte visste något om varandra (Die Stunde da wir nichts voneinander wussten) Peter Handke | Kim Brandstrup | Malmö stadsteater |
| 2023 | Pappan                    | Pappas födelsedag Alejandro Leiva Wenger                                                                | Frida Röhl     | Dramaten          |
| 2024 |                           | Kärlek på svenska Irena Kraus och Nadja Weiss                                                           | Nadja Weiss    | Dramaten          |
| 2025 | Selma Lagerlöf Sven Hedin | Juloratoriet Göran Tunström                                                                             | Linus Tunström | Dramaten          |